# Flugplatz Bardaï-Zougra

i7
i11
i13
Der Flugplatz Bardaï-Zougra (ICAO-Code: FTTZ) ist ein Bedarfslandeplatz im Norden der afrikanischen Republik Tschad. Er liegt bei der Kleinstadt Bardaï in der Provinz Tibesti (ehemals Borkou-Ennedi-Tibesti) im Norden des Landes. Die Start- und Landebahn ist unbefestigt. Es gibt keine Bebauung und der Flugplatz wird nur von Flug-Taxis angeflogen. Reguläre Linienflüge finden nicht statt.